# アメリカン・ホラー・ストーリー: 呪いの館
『アメリカン・ホラー・ストーリー: 呪いの館』（American Horror Story: Murder House、元々は副題無し）は、FXのテレビシリーズ『アメリカン・ホラー・ストーリー』の第1シーズンであり、2011年10月5日から2011年12月21日まで放送された。第1シーズンの日本語題は単に『アメリカン・ホラー・ストーリー』とのみ表記される場合もある。製作は20世紀フォックステレビジョンが行い、エグゼクティブ・プロデューサーはダンテ・ディ・ロレート、シリーズ企画者はブラッド・ファルチャックとライアン・マーフィーが務めた。
このシーズンは、死産を経験したヴィヴィアン、浮気が発覚したベン、娘のヴァイオレットから成るハーモン一家がボストンからロサンゼルスに移ってきたところで始まる。彼らは恐ろしい歴史を持った家にその事実を知らないまま引っ越す。
シーズンは批評家に高評価され、キャストでは特にジェシカ・ラングとフランセス・コンロイが賞賛された。シーズンはFXの番組としては一貫して高い視聴率を維持しており、また2011年の新作ケーブルシリーズとしては最大のヒットとなった。シーズンはゴールデングローブ賞ドラマシリーズ賞を含む多くの賞にもノミネートされた。さらにラングはゴールデングローブ賞テレビ助演女優賞、全米映画俳優組合賞ドラマシリーズ女優賞、プライムタイム・エミー賞助演女優賞（ミニシリーズ・テレビ映画部門）を獲得した。

## プロット
第1シーズンでは、ベン（ディラン・マクダーモット）、ヴィヴィアン（コニー・ブリットン）、ヴァイオレット（タイッサ・ファーミガ）のハーモン一家を中心に描かれ、物語はヴィヴィアンが死産し、ベンが教え子のヘイデン（ケイト・マーラ）と浮気した後にボストンからロサンゼルスに移ったところから始まる。新居に到着すると彼らは不動産屋のマーシー（）から、その家ではかつて所有者だったゲイのカップル（ザカリー・クイントとテディ・シアーズ）が変死したことを知らされる。隣人のコンスタンス（ジェシカ・ラング）とその娘のアディ（ジェイミー・ブルーワー）は招かれていないにもかかわらず頻繁に彼らの家にやって来る。アディはダウン症であり、過去にこの家の超常現象となんらかの関わりを持っていた様である。またその前の住人であり、全身に大火傷を被っているラリー・ハーヴィー（デニス・オヘア）はベンに家に関する不可解な警告をする。さらにこの家には家政婦のモイラ・オハラ（フランセス・コンロイ）が付属しており、年老いていたが、男にだけは若く魅力的な姿（アレクサンドラ・ブレッケンリッジ）に見えるのであった。
精神科医のベンは自宅にオフィスを構え、外来患者の診察を始める。その患者の1人で精神病のおそれがあるテイト・ラングドン（エヴァン・ピーターズ）は、自傷癖のあるヴァイオレットと意気投合する。ベンはテイトが幽霊であり、コンスタンスの息子でもあることを知らない。一家が家に住み始めてしばらくすると、奇妙で暴力的な出来事が起こり始める。この家は「呪われた館」としての観光ツアー用の名所となっており、過去に何十人もが殺されていることが明らかとなる。家で死んだ者たちが幽霊として住み続けているのだが、ハーモン一家はそれに気づかずそれぞれ個人的な問題に頭を抱える。屋根裏部屋を探検したヴィヴィアンは、ラテックス製のボンデージスーツを発見する。後で彼女の前にそれを着た人物が現れ、彼女はそれをベンと思い込んでセックスするが、実はテイトであった。その結果、ヴィヴィアンは異父過妊娠する。テイトがヴィヴィアンとセックスしたのは、この家で自分の子を失った幽霊のノーラ・モンゴメリー（リリー・レーブ）のために赤ん坊を産ませようとしたからであった。ラリーに殺されたヘイデンとノーラを含む幽霊うち幾人かは、自分たちで赤ん坊を育てるためにヴィヴィアンを狂わせることを企む。
死者が1日だけ地球上に存在できるハロウィンの日、ヴァイオレットはテイトが悪名高いスクールシューターだったことを知る。またテイトはその事件の日の朝、以前にコンスタンスの頼みで弟で奇形のボーを殺害したラリー・ハーヴェイに火を放ち、大火傷を負わせていた。アディは車に轢かれて致命傷を負い、コンスタンスは死ぬ直前に身体を家まで運んで幽霊にしようとするが失敗する。ヴィヴィアンはかつてこの家には違法な堕胎手術を施す医者が住んでおり、彼は患者の恋人によって殺された息子を怪物「インファンタタ」として蘇らせ、今も彼らの幽霊が出るという話を「殺人ツアー」によって知る。
テイトが怪物であると知った一方で恋愛感情も抱いていたヴァイオレットは自殺を図り、成功するが、その後2週間以上のあいだ、彼女は自分が死んだことに気づかなかった。ヴィヴィアンは幽霊たちの策略により精神病院に入り、ベンが2人目の父親が警備員のルーク（モリス・チェストナット）であると疑う。 一方、コンスタンスはアディと話すために霊媒師（サラ・ポールソン）を呼び出す。コンスタンスはテイトとヴィヴィアンのあいだにできた子が反キリストになるということを知る。「ラバーマン」の正体がテイトであると知ったベンはヴィヴィアンを精神病院から解放させる。殺されたゲイカップルの1人であるチャド（クイント）によって、テイトがヴィヴィアンを強姦したことを教えられるとヴァイオレットはテイトと別れる。
ヴィヴィアンは善良な幽霊たちの助けを得て家で双子を出産する。ヴィヴィアンと新生児の1人は死に、ベンともう1人の赤ん坊が残される。ヴィヴィアンとヴァイオレットはベンの前に現れないことにするが、彼が自殺しようとすると止める。ヴィヴィアンは赤ん坊を連れて家を出るように言う。出ていこうとしたベンはヘイデンに捕まり、首吊り自殺に見せかけて殺害される。ヘイデンは赤ん坊を育てようとするが、彼女によって殺されたトラヴィス（マイケル・グラジアデイ）によって妨害され、コンスタンスによって連れ去られる。コンスタンスは赤ん坊を隠し、ベンは妻を失った悲しみから自殺し、ヴァイオレット（遺体が発見されていない）が赤ん坊を連れて行ったのだと警察に話す。
家に囚われてしまったハーモン一家はモイラと協力し、これ以上の犠牲者を出さないために新しい入居者を脅かして追い出す。ヴァイオレットに拒絶されたテイトは彼女を永遠に待つと誓う。それから3年後、コンスタンスは家に戻り、孫（反キリスト）が乳母を殺害しているのを発見する。彼女は笑い続ける彼に近づき、微笑み、「さて、どうしたものかしら?」とささやく。
この後の展開、コンスタンスと孫、テイトとヴァイオレット、ベンとヴィヴィアン、モイラらがどうなったのか？という後日談は、シーズン8「黙示録」の第6話「呪われた館へ再び（Return To Murder House）」で描かれ、そこでこの物語は完結をむかえる。

## キャスト

### メインキャスト
- コニー・ブリットン - ヴィヴィアン・ハーモン（計12話）
- ディラン・マクダーモット - ベンジャミン・"ベン"・ハーモン（計12話）
- エヴァン・ピーターズ - テイト・ラングドン（計12話）
- タイッサ・ファーミガ - ヴァイオレット・ハーモン（計11話）
- デニス・オヘア - ラリー・ハーヴィー（計8話）
- ジェシカ・ラング - コンスタンス・ラングドン（計12話）

### リカーリングキャスト
- フランセス・コンロイ - モイラ・オハラ（計11話）
- ケイト・マーラ - ヘイデン・マクレーン（計8話）
- リリー・レーブ - ノーラ・モンゴメリー（計7話）
- アレクサンドラ・ブレッケンリッジ - 若いモイラ・オハラ（計6話）
- ジェイミー・ブルーワー - アデレイド・"アディ"・ラングドン（計6話）
- クリスティーン・エスタブルック（英語版） - マーシー（計6話）
- モリス・チェストナット - ルーク（計6話）
- マット・ロス - チャールズ・モンゴメリー（計6話）
- マイケル・グラジアデイ（英語版） - トラヴィス・ワンダレイ（計5話）
- イヴ・ゴードン（英語版） - ホール（計4話）
- アズラ・スカイ - フィオナ（計4話）
- ローサ・サラザール - マリア（計4話）
- ザカリー・クイント - チャド・ワーウィック（計4話）
- テディ・シアーズ - パトリック（計4話）
- サラ・ポールソン - ビリー・ディーン・ハワード（計3話）
- シェルビー・ヤング - リア（計3話）
- ミーナ・スヴァーリ - エリザベス・ショート（計2話）

## エピソード
| № | #  | タイトル                                     | 監督                         | 脚本                                            | 放送日         | 製作 番号 | 合衆国 視聴者数 （百万人） |
| --- | -- | -------------------------------------------- | ---------------------------- | ----------------------------------------------- | -------------- | --------- | -------------------------- |
| 1 | 1  | "呪われた館" "Pilot"                         | ライアン・マーフィー         | ライアン・マーフィー & ブラッド・ファルチャック | 2011年10月5日  | 1ATS79    | 3.18                       |
| ハーモン一家はヴィヴィアン（コニー・ブリットン）の死産とその夫のベン（ディラン・マクダーモット）の不倫から立ち直るためにボストンからロサンゼルスへと引っ越す。娘のヴァイオレット（タイッサ・ファーミガ）は新しい学校へ通うが、女子グループと対立する。一家は侵入癖のある隣人のコンスタンス（ジェシカ・ラング）、彼女のダウン症の娘のアディ（ジェイミー・ブルーワー）、そして彼らの家の前の住人であり、家族を焼殺して自らも大火傷を負ったラリー（デニス・オヘア）と知り合う。精神科医であるベンはテイト（エヴァン・ピーターズ）という患者を診察し、そして彼とヴァイオレットは友人となる。一家は以前からずっとこの家で働いていたという初老の家政婦のモイラ（フランセス・コンロイ）を再雇用するが、ベンにだけは彼女は若く誘惑的な姿（アレクサンドラ・ブレッケンリッジ）に見える。2人が久しぶりにセックスをした日の夜、ヴィヴィアンの前にボンデージスーツを来た男が現れ、それをベンだと思った彼女はセックスする。その後彼女は妊娠したことをベンに伝える。 |    |                                              |                              |                                                 |                |           |                            |
| 2 | 2  | "惨劇の再現" "Home Invasion"                 | アルフォンソ・ゴメス＝レホン | ライアン・マーフィー & ブラッド・ファルチャック | 2011年10月12日 | 1ATS01    | 2.46                       |
| 新しい患者のビアンカ（マゲイナ・トーヴァ）を診察した後、ベンは元生徒で浮気相手だったヘイデン（ケイト・マーラ）から呼び出されてボストンへ行く。彼女が妊娠しており、中絶手術に同意して欲しいと言う。ベンは自分の過去を清算するためにヴィヴィアンに嘘をつく。一方家では、ビアンカ率いるシリアルキラー愛好家の3人組が押し入り、そこが寄宿舎として使われていた1968年に起こった殺人事件を再現しようとする。ヴィヴィアンとヴァイオレットはその犠牲者役にさせられようとしていたが、逃げ出す。3人組はテイトと家の幽霊によって殺害される。事件を知ったベンはヘイデンを放置してすぐに家に戻る。ヴィヴィアンは家を売るつもりであることを彼に話す。 |    |                                              |                              |                                                 |                |           |                            |
| 3 | 3  | "殺人ツアーの家" "Murder House"              | ブラッドリー・ビューカー     | ジェニファー・ソルト                            | 2011年10月19日 | 1ATS02    | 2.59                       |
| ハーモン家の経済状況は苦しく、引越しは難しかった。ベンの前にヘイデンが現れ、彼女は中絶していないことを明かし、不倫関係を続けようとした。ヴィヴィアンは家の最初の所有者について学ぶ。この家ではかつて外科医のチャールズ・モンゴメリー（マット・ロス）とその妻のノーラ（リリー・レーブ）が違法な中絶手術を行っていたのだった。話を聞いている最中にヴィヴィアンは出血するが、医者に見せると赤ん坊は無事であると言われる。そこに居合わせたベンは気絶し、そして医者はベンはアヘンによって記憶喪失を引き起こしていることを教えられる。ベンは自分を誘惑し、またコーヒーにアヘンを入れたと思われるモイラを問い詰める。ベンのもとに再度ヘイデンが現れ、彼女は自分を無視していることについて怒りを露にする。ラリーはベンを助けるためにヘイデンをシャベルで殴り殺し、遺体を隠すことが最良の選択であると説得する。ラリーが穴を掘るとそこでかつてコンスタンスに殺されたモイラの遺体が埋まっているのを発見し、その上にヘイデンは葬られた。 |    |                                              |                              |                                                 |                |           |                            |
| 4 | 4  | "恐怖のハロウィン 前編" "Halloween (Part 1)" | デヴィッド・セメル           | ジェームズ・ウォン                              | 2011年10月26日 | 1ATS03    | 2.96                       |
| ハーモン一家は家を売るためにデザイナーのチャド（ザカリー・クイント）とそのパートナーのパトリック（テディ・シアーズ）を雇い、ハロウィンの飾りつけを手伝わさせる。カップルはこの家の元所有者であり、1年前にラバーマンに殺されたのだったのが、ハーモン一家はそれを知らなかった。テイトにヴァイオレットを地下室に誘い、かつて自分の子供をバラバラにされたモンゴメリー博士がそれを生き返られるために様々な動物の身体と縫合して怪物を生み出したと言う。ヴィヴィアンはベンを問い詰め、彼はヘイデンが2度と連絡しないだろうと言う。ヴィヴィアンの胎内の赤ん坊は8週目であるにもかかわらず蹴り始める。病院での超音波検査により赤ん坊は通常よりも早く成長していることが明らかとなり、画面で赤ん坊を見た超音波技師は倒れこむ。トリック・オア・トリートの最中にアディは車にはねられて致命傷を負い、コンスタンスは彼女が死ぬ前にハーモンの家の芝生に連れて行こうとする。ラリーが家を訪ねてきた際、ヴァイオレットは1人であり、彼女の背後にはラバーマンが立っていた。ベンとヴィヴィアンが病院から戻るとヴァイオレットは居なくなっていた。ベンはノックする音を聞き、玄関を開けるとそこには泥まみれになったヘイデンの幽霊が立っていた。 |    |                                              |                              |                                                 |                |           |                            |
| 5 | 5  | "恐怖のハロウィン 後編" "Halloween (Part 2)" | デヴィッド・セメル           | ティム・マイナー                                | 2011年11月2日  | 1ATS04    | 2.74                       |
| ヴァイオレットが振り返るとラバーマンは消え、そして家の外にテイトが現れる。2人はビーチでデートして、そしてテイトは自身の高校時代が酷いものだったことを話す。そこへ5人の血まみれの若者たちが現れ、テイトに嫌がらせをして2人にこの場を去るように促す。ヴィヴィアンはヘイデンが家にいると確信し、ベンに話す。ベンは地下室でヘイデンを見つけるが、ラリーによってシャベルで殴られて縛られる。彼はノーラによって解放され、そして自分の子供を救うように言われる。ヘイデンはヴィヴィアンの前に現れ、そして彼らはお互いが妊娠していることを知ってショックを受ける。ヘイデンはヴィヴィアンを攻撃するが、ベンによって止められる。そして、ベンはヴィヴィアンに浮気がばれた数ヶ月後にもヘイデンと会ったことを認める。一方で血まみれの若者たちは家にたどり着き、テイトとヴァイオレットを見つける。テイトは彼らに自分を追いかけさせることによってヴァイオレットを守る。コンスタンスはヴァイオレットを自分の家に連れて行き、アディが死亡し、そしてテイトが自分の息子であることを明かす。若者たちの正体は、ヴァイオレットが通うウェストフィールド高校で1994年にテイトが起こした銃乱射事件の犠牲者の幽霊であった。幽霊たちは殺された理由を問い詰めるが、テイトは何も覚えておらず、ハロウィンの夜明けと共に去っていった。モイラ、チャド、パトリック、ノーラを含む他の幽霊たちは家へと戻って来る。別居することになったベンは悲しげに家を出る。 |    |                                              |                              |                                                 |                |           |                            |
| 6 | 6  | "都市伝説" "Piggy Piggy"                     | マイケル・アッペンダール     | ジェシカ・シャーザー                            | 2011年11月9日  | 1ATS05    | 2.83                       |
| ヴァイオレットはテイトがウェストフィールド高校で大量殺人事件を起こした後に家でSWATチームによって射殺されたことをインターネットで知る。彼女はコンスタンスから霊媒師のビリー・ディーン・ハワード（サラ・ポールソン）を紹介され、テイトは自分が死んでいることに気づいていないことを説明される。コンスタンスは死を自覚させるためにセラピストのベンもとへテイトを行かせたことを明かし、彼を逝かせるために協力して欲しいとヴァイオレットに言う。ベンは金を稼ぐには診察のために家を使用する必要があると言い、ヴィヴィアンは渋々同意する。ベンは都市伝説に怯える新しい患者のデレク（エリック・ストーンストリート）を診察する。最近の彼は鏡の前でマントラを繰り返すと殺しに現れる「豚男」の話を信じていた。ベンはヴィヴィアンが警備の男に惹かれていることに気づき始める。以前に超音波検査中に気を失った女性は仕事を辞めていた。彼女に会いに行ったヴィヴィアンは、画面に映った赤ん坊がアンチキリストだったと言われる。ベンのアドバイスを受け、恐怖心と向き合う決意をしたデレクはバスルームの鏡の前でマントラを繰り返し、豚男は現れなかったが、皮肉にも武装した強盗が潜んでいたために射殺される。ヴァイオレットはテイトに会おうとするが、他の幽霊によって囲まれる。圧倒された彼女は自殺を試みるが、テイトによって助けられる。テイトは涙ながらに愛しているとヴァイオレットに告白する。ヴァイオレットは彼を慰める。                    |    |                                              |                              |                                                 |                |           |                            |
| 7 | 7  | "家、売ります" "Open House"                  | ティム・ハンター             | ブラッド・ファルチャック                        | 2011年11月16日 | 1ATS06    | 3.06                       |
| 1994年、コンスタンスと恋愛関係であったラリーは、息子のボーが虐待の容疑で連れて行かれると相談され、屋根裏で鎖に繋がれていた彼を殺害する。現在、ヴィヴィアンは、自分が双子を妊娠していることを知る。彼女は家の過去についてさらに調べる。チャールズ・モンゴメリーがバラバラになった子供を怪物として蘇らせると、ノーラは彼と無理心中したのだった。一方ベンはラリーの家を見つけて会い、彼が家を手に入れてコンスタンスと住みたがっていることを知る。ヴァイオレットは屋根裏でモンゴメリーの写真を発見し、それを見たヴィヴィアンは第3話で買い手として現れた女性がノーラだったことを知る |    |                                              |                              |                                                 |                |           |                            |
| 8 | 8  | "謎の黒い男" "Rubber Man"                    | ミゲル・アルテタ             | ライアン・マーフィー                            | 2011年11月23日 | 1ATS07    | 2.81                       |
| 6ヶ月前にヴィヴィアンとセックスしたラバーマンの正体はテイトであり、取り乱したローラに赤ん坊を与えるためであった。ボンデージスーツはパトリックとの関係が冷え切っていたチャドが再燃させるために買ったものだった。チャドとパトリックが赤ん坊を持つのを諦めたことを知ったテイトはスーツを着て2人を殺害し、次に引っ越してくる家族の子供に期待するとノーラに言う。現在では、ヘイデンはノーラと組んでヴィヴィアンを追い出して双子の赤ん坊を奪い取ることを企む。ヴィヴィアンとバイオレットは第2話で侵入した殺人鬼（の幽霊）に遭遇するが、警察が侵入者の存在の証拠を発見できなかったのでベンはヴィヴィアンが精神的に不安定であると考える。彼女が自分から離れてヴァイオレットと双子を取る気であると考えるベンは家を出るのを禁じる。ヴィヴィアンは身を守るためにマーシーの拳銃を盗む。ヘイデンはテイトは説得し、ラバーマンになってヴィヴィアンを襲わせ、そして彼こそが双子の父親であると言う。攻撃されている際にヴィヴィアンは誤ってベンを撃ってしまう。ヴィヴィアンはおかしくなってしまったとみなされ、施設へ連れて行かれる。 |    |                                              |                              |                                                 |                |           |                            |
| 9 | 9  | "双子の真実" "Spooky Little Girl"            | ジョン・スコット             | ジェニファー・ソルト                            | 2011年11月30日 | 1ATS08    | 2.85                       |
| 家では1940年代に有名なブラック・ダリア事件が発生していたことが明かされる。エリザベス・ショートは麻酔中に歯医者によってレイプされた後に死亡し、遺体はチャールズ・モンゴメリーの幽霊によって解体された。現在、エリザベスの幽霊は精神的な助けを求めてベンに会う。ベンはヴィヴィアンのOB/GYNから連絡を受け、彼女が双子を異父過妊娠をしていることを知る。ヴィヴィアンが浮気していたと考えたベンは彼女を非難する。ヘイデンはヴィヴィアンと警備員のルークが親しくしているのを見たとベンに言う。ベンはルークを呼び出して父親である可能性があると言うが、彼は不妊症であった。コンスタンスの家では彼女とトラヴィスが言い争い、その後トラヴィスはハーモンの家でヘイデンとセックスする。ヘイデンはトラヴィスを殺害し、遺体はチャールズ・モンゴメリーによってブラック・ダリア事件と同じように解体された後にヘイデンに「貸しがある」ラリーによって外へと運ばれて発見される。ベンはラバーマンのスーツを発見し、ヴィヴィアンがレイプされたことを悟る。コンスタンスは、テイトがもう1人の父親であるとモイラから聞き出す。彼女は幽霊と生きている人間のあいだに子供が出来たらどうなるかをビリー・ディーンに聞く。彼女はローマ法王の儀式の話を引用し、世界の終末を導く反キリストであると言う。 |    |                                              |                              |                                                 |                |           |                            |
| 10 | 10 | "館の子供たち" "Smoldering Children"         | マイケル・レーマン           | ジェームズ・ウォン                              | 2011年12月7日  | 1ATS09    | 2.54                       |
| 1994年、テイトはスクールシューティングを起こす日の朝にラリーに火をつけて大火傷を負わせたことが明かされる。コンスタンスはトラヴィス殺人事件殺で警察から疑われる。ラリーはかつて自分が死に追いやった家族への贖罪のため、トラヴィスを殺したと自白し、イリノイ州の刑務所へと収監される。ヴァイオレットが2週間以上学校に行っていないと知ると、ベンは彼女を全寮制の学校へ転向させようとする。これを聞いたテイトはヴァイオレットを家に留めておこうと計らい、そして床下に連れて行き、彼女の死体を見せる。ヴァイオレットは第6話で自殺を図った際に既に死亡していたのだ。ベンはヴィヴィアンを妊娠させたラバーマンがテイトであることを知る。 |    |                                              |                              |                                                 |                |           |                            |
| 11 | 11 | "闇の出産" "Birth"                           | アルフォンソ・ゴメス＝レホン | ティム・マイナー                                | 2011年12月14日 | 1ATS10    | 2.59                       |
| ベンはヴァイオレットを連れて収容所のヴィヴィアンを迎に行こうとするが、幽霊であるヴァイオレットは家を出ることができない。ヴィヴィアンがフロリダの妹の家に行くと言ってゆずらず、ベンはヴァイオレットを拾うためにヴィヴィアンを家に連れて行く。車で待っている間にヴィヴィアンは産気づいてしまう。バイオレットは自分が死んでいることをベンに説明しようとする。コンスタンスは家の中にヴィヴィアンを連れて行き、チャールズ・モンゴメリー博士や1968年に死んだ看護婦の幽霊に出産を手伝わせる。出産のあいだ、ヴァイオレットはテイトがヴァイオレットをレイプし、彼が双子のうちの1人の父親であることをチャドから聞かされる。双子の出産は困難を極め、ヴァイオレットは多量の出血を起こし、1人を死産する、死産する。ヴァイオレットは苦しむ母に「こっちに来て」と言う。ヴィヴィアンは死に、そしてヴァイオレットはテイトを問い詰める。彼女はテイトを愛しているが、決して許すことができないと言う。彼女はここから消えるようにと悲鳴をあげ、そして彼はいなくなる。その後、幽霊となったヴィヴィアンが現れ、ヴァイオレットを慰める。 |    |                                              |                              |                                                 |                |           |                            |
| 12 | 12 | "悪魔の子" "Afterbirth"                      | ブラッドリー・ビューカー     | ジェシカ・シャーザー                            | 2011年12月21日 | 1ATS11    | 3.22                       |
| ベンは孤独を感じ、自殺を図ろうとするが、ヴァイオレットとヴィヴィアンの幽霊に止められ、生き残った方の赤ん坊とともに家を出ることを勧められる。出発しようとした際、ベンはヘイデンと殺人鬼の幽霊によってシャンデリアに首を吊られて殺され、赤ん坊はコンスタンスが引き取られる。ハーモンやモイラ、その他の「善良な」幽霊たちは、これ以上の犠牲者を出さないように、新しい入居者であるラモス一家を脅かして追い出そうとする。テイトはヴァイオレットのためにラモス家の息子を殺そうとするが、バイオレットは自分は独りではないと言い、妨害する。死産したと思われていたもう1人の双子は赤ん坊を欲しがっていたノーラのもとに居たが、ヴィヴィアンに渡され、モイラと共に育てられることとなる。ハーモン一家とモイラはクリスマスの飾りつけしており、それをテイトとヘイデンはじっと見つめる。テイトはヴァイオレットを「永遠に」待ち続けると言う。3年後、コンスタンスは家に戻り、床の血の跡を追ってハーモン夫婦が住んでいた寝室にたどり着く。そこで乳母が殺されており、3歳のテイトそっくりに成長した赤ん坊が笑顔でロッキングチェアに座っていた。 |    |                                              |                              |                                                 |                |           |                            |

## 製作

### 構想
企画者のマーフィーとファルチャックはフォックスのシリーズ『glee/グリー』の製作が始まる前から『アメリカン・ホラー・ストーリー』に取り組んでいた。マーフィーは自分が以前にやっていたものとは正反対のことをやってみたかったので本作の仕事を始めた。彼は「私は『NIP/TUCK』から『glee』へ移ったので、私が挑戦的で暗い何かをやりたかったことを意味していた。そして私もブラッドもホラーというジャンルを常に愛していた。だから、それはちょうど私には自然なことだった」と述べた。ファルチャックはホラーのジャンルに異なる角度をつけるというアイデアに興味をそそられ、そしてシリーズ作成の主な目的は視聴者をこわがらせることであったと述べた。「あなたは人々がその後少しバランスを崩すことを望んでいる」と彼は述べた。
シリーズのダークなトーンは、マーフィーが幼い頃に祖母から見ることを強いられていたABCのソープオペラ『Dark Shadows』にならっている。
当初からマーフィーとファルチャックはシーズン毎に違う物語を描くシリーズにすることを計画していた。第1シーズンの最終回の放送後、マーフィーは第2シーズンではキャストとロケーションを変更する計画について語った。しかしながら彼は、第1シーズンに出演した俳優のいくらかが復帰すると発言した。彼は「復帰する人々は、ハーモン家の物語とは異なるキャラクター、クリーチャー、モンスターを演じる。彼らは全く新しいキャラクターを演じる」と発表した。
2011年2月、FXはマーフィーとファルチャックにパイロット版を発注し、2人が脚本を執筆し、マーフィーが監督することを発表した。またダンテ・ディ・ロレートがエグゼクティブ・プロデューサーを務めると発表された。シリーズの製作は2011年4月に始まった。2011年7月、FXはプロジェクトが13話のシリーズで発注されたことを公式発表した。2011年8月、ティム・マイナー、ジェニファー・ソルト、ジェームズ・ウォン、ジェシカ・シャーザーが脚本家としてシリーズに加わったことが発表された。

### キャスティング
キャスティング発表は2011年3月に女性主人公のヴィヴィアン・ハーモン役のコニー・ブリットンから始まった。ブリットンはヴィヴィアン役を引き受けることにはリスクがあると述べた。マーフィーがブリットンに役割を提示した際に彼は「これはあなたが以前やった中では見たことがないものだ。それはあなたがちょうど今その耳の上でしていたことを回している」と述べた。彼女は彼が提示したものに興味をそそられ、最終的に参加することが決定した。『エンターテインメント・ウィークリー』のマーフィーへのインタビューによると、第1シーズンでヴィヴィアンが死亡することは早い段階でブリットンに伝えられていた。
2011年3月末にデニス・オヘアがラリー・ハーヴィー役でキャストに加わった。ジェシカ・ラングは2011年4月にコンスタンス役でキャストに加わった。テレビシリーズへのレギュラー出演はラングにとっては初めてである。放送局でのシリーズのような22話出演の契約を必要とされなかったためにラングはこの役を引き受けた。
2011年4月末にディラン・マクダーモットは男性主人公のベン・ハーモン役にキャスティングされた。彼のキャラクターは当初は「ハンサムで男性的で、家族を愛するセラピストであるが、妻を傷つける」と説明された。マクダーモットは以前にABCのシリーズ『ザ・プラクティス ボストン弁護士ファイル』で演じたボビー・ドネルから脱却するためにこの役を選んだのだと述べた。
2011年5月、最後のメインキャストとなるタイッサ・ファーミガとエヴァン・ピーターズがそれぞれヴァイオレット・ハーモン役とテイト・ラングドン役でキャスティングされた。

### 撮影
パイロット・エピソードは、カリフォルニア州ロサンゼルスのカントリー・クラブ・パークの家（シリーズで幽霊屋敷や犯罪現場として扱われる）でロケーション撮影が行われた。この家はアメリカ建築家協会会長のアルフレッド・ローゼンハイムによって設計された。隣接するチャペルはCGIによって削除された。

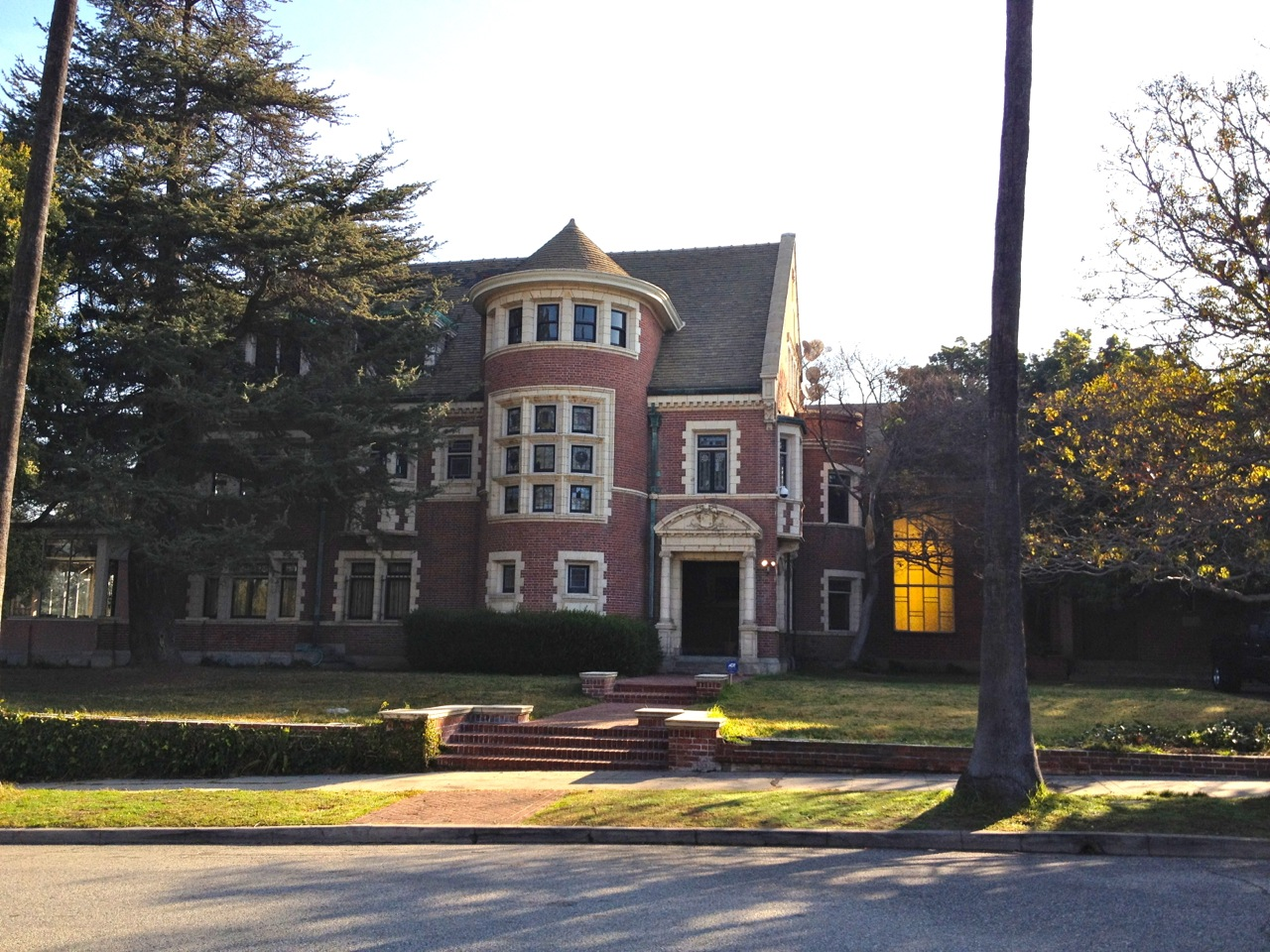
マーフィーは不気味でありながらも魅力的な家を探した。

第1シーズンは家の正確なレプリカのセットで撮影された。ルイス・カムフォート・ティファニーのステンドグラスの窓、青銅色の照明器具といった小道具は家の外観を再現するために再作成された。
マーフィーとファルチャックの別の番組『glee/グリー』との調整もあって厳しい製作スケジュールとなっており、第1シーズン最終回となる第13話は当初の予定よりも30分短くなった。さらに最終的には第13話は削られ、代わりに最終回となる第12話目は10分延長して52分となった。

### タイトルシークエンス
オープニングタイトルシークエンスはAMCのシリーズ『ウォーキング・デッド』や1995年の映画『セブン』で知られるカイル・クーパーと彼の会社のプロローグによって作成された。テーマ音楽はサウンドデザイナーのCesar Davila-Irizarryとミュージシャンのチャーリー・クロウザーが作曲した。シークエンスはハーモン家の地下が舞台であり、死んだ幼児の画像、瓶詰めの胎児、頭蓋骨、看護婦の制服などが含まれている。マーフィーはシークエンスをミニミステリと説明し、「あなたが第9話を見る頃には、このタイトルシークエンスの全てのイメージが説明されるだろう」と述べた。

## 評価

### 受賞とノミネート
| 年   | 賞・団体                            | 部門                                                     | 候補 | 結果       |
| ---- | ----------------------------------- | -------------------------------------------------------- | --- | ---------- |
| 2011 | ホラー作家協会 ブラム・ストーカー賞 | 脚本賞                                                   | ジェシカ・シャーザー（「悪魔の子」） | 受賞       |
| 2011 | サテライト賞                        | 特別貢献賞（テレビシリーズ演技）                         | ジェシカ・ラング | 受賞       |
| 2011 | サテライト賞                        | ジャンルシリーズ賞                                       | 『アメリカン・ホラー・ストーリー』 | 受賞       |
| 2012 | 全米映画俳優組合賞                  | ドラマシリーズ女優賞                                     | ジェシカ・ラング | 受賞       |
| 2012 | サターン賞                          | シンジケート・ケーブルテレビシリーズ賞                   | 『アメリカン・ホラー・ストーリー』 | ノミネート |
| 2012 | サターン賞                          | テレビ主演男優賞                                         | ディラン・マクダーモット | ノミネート |
| 2012 | サターン賞                          | テレビ主演女優賞                                         | ジェシカ・ラング | ノミネート |
| 2012 | サターン賞                          | テレビ助演女優賞                                         | フランセス・コンロイ | ノミネート |
| 2012 | サターン賞                          | ゲスト俳優賞                                             | ザカリー・クイント | ノミネート |
| 2012 | テレビ批評家協会賞                  | テレビ映画・ミニシリーズ賞                               | 『アメリカン・ホラー・ストーリー』 | ノミネート |
| 2012 | テレビ批評家協会賞                  | 主演女優賞（テレビ映画・ミニシリーズ賞）                 | ジェシカ・ラング | ノミネート |
| 2012 | プライムタイム・エミー賞            | ミニシリーズ・テレビ映画賞                               | 『アメリカン・ホラー・ストーリー』 | ノミネート |
| 2012 | プライムタイム・エミー賞            | 主演女優賞（ミニシリーズ・テレビ映画）                   | コニー・ブリットン | ノミネート |
| 2012 | プライムタイム・エミー賞            | 助演女優賞（ミニシリーズ・テレビ映画）                   | フランセス・コンロイ | ノミネート |
| 2012 | プライムタイム・エミー賞            | 助演女優賞（ミニシリーズ・テレビ映画）                   | ジェシカ・ラング | 受賞       |
| 2012 | プライムタイム・エミー賞            | 助演男優賞（ミニシリーズ・テレビ映画）                   | デニス・オヘア | ノミネート |
| 2012 | プライムタイム・エミー賞            | 美術監督賞（ミニシリーズ・テレビ映画）                   | マーク・ワーシントン、エドワード・L・ルービン、エレン・ブリル（「家、売ります」） | ノミネート |
| 2012 | プライムタイム・エミー賞            | 美術監督賞（ミニシリーズ・テレビ映画）                   | ベス・ルビーノ、チャールズ・M・ラゴーラ、エレン・ブリル（「呪われた館」） | ノミネート |
| 2012 | プライムタイム・エミー賞            | キャスティング賞（ミニシリーズ・テレビ映画・スペシャル） | ロバート・ウルリッヒ、エリック・ドーソン | ノミネート |
| 2012 | プライムタイム・エミー賞            | 衣裳賞（ミニシリーズ・テレビ映画・スペシャル）           | クリシ・カルヴォニデス、コナン・カストロ（「恐怖のハロウィン 前編」） | ノミネート |
| 2012 | プライムタイム・エミー賞            | シングルカメラ作品編集賞（ミニシリーズ・テレビ映画）     | ファビエンヌ・ボウヴィル（「悪魔の子」） | ノミネート |
| 2012 | プライムタイム・エミー賞            | ヘアスタイリング賞（ミニシリーズ・テレビ映画）           | モンテ・C・ハウト、サマンサ・ウェイド、メラニー・ヴァーキンス、ナタリー・ドリスコル、ミシェル・セグリア | 受賞       |
| 2012 | プライムタイム・エミー賞            | メインタイトルデザイン賞                                 | カイル・WJ・クーパー、ファン・ルイス・アンチア、ガブリエル・ディアス、ライアン・マーフィー | ノミネート |
| 2012 | プライムタイム・エミー賞            | 非補綴メイクアップ賞（ミニシリーズ・テレビ映画）         | Eryn Krueger Mekash, Kim Ayers, Silvina Knight, D. Garen Tolkin | ノミネート |
| 2012 | プライムタイム・エミー賞            | 補綴メイクアップ賞                                       | Eryn Krueger Mekash, Hiroshi Yada, Michael Mekash, Christopher Nelson, Kim Ayers, Christien Tinsley, Jason Hamer                                                                                                  | ノミネート |
| 2012 | プライムタイム・エミー賞            | 音響編集賞（ミニシリーズ・テレビ映画）                   | Gary Megregian, David Klotz, Steve M. Stuhr, Jason Krane, Jason Lezama, Timothy Cleveland, Bruce Tanis, Simon Coke, Zane Bruce, Jeff Gunn, Lance Wiseman （「都市伝説」）                                         | ノミネート |
| 2012 | プライムタイム・エミー賞            | 音響編集賞（ミニシリーズ・テレビ映画）                   | Sean Rush, Joe Earle, Doug Andham（「都市伝説」） | ノミネート |
| 2012 | プライムタイム・エミー賞            | スタントコーディネーション賞                             | ティム・デイヴィソン | ノミネート |
| 2012 | ゴールデングローブ賞                | テレビ助演女優賞                                         | ジェシカ・ラング | 受賞       |
| 2012 | ゴールデングローブ賞                | テレビシリーズ賞（ドラマ部門）                           | 『アメリカン・ホラー・ストーリー』 | ノミネート |
| 2012 | Kerrang! Awards                     | テレビ番組賞                                             | 『アメリカン・ホラー・ストーリー』 | ノミネート |
| 2012 | PAAFTJテレビ賞                      | ミニシリーズ・テレビ映画賞                               | 『アメリカン・ホラー・ストーリー』 | ノミネート |
| 2012 | PAAFTJテレビ賞                      | 監督賞（ミニシリーズ・テレビ映画）                       | ライアン・マーフィー | 受賞       |
| 2012 | PAAFTJテレビ賞                      | 助演女優賞（ミニシリーズ・テレビ映画）                   | ジェシカ・ラング | 受賞       |
| 2012 | PAAFTJテレビ賞                      | キャスト賞（ミニシリーズ・テレビ映画）                   | ディラン・マクダーモット、コニー・ブリットン、タイッサ・ファーミガ、 ジェシカ・ラング、エヴァン・ピーターズ、デニス・オヘア （キャスティング: エリック・ドーソン、キャロル・クリツァー、ロバート・J・ウルリッヒ） | ノミネート |
| 2012 | PAAFTJテレビ賞                      | プロダクションデザイン賞                                 | マーク・ワーシントン | 受賞       |
| 2012 | PAAFTJテレビ賞                      | 撮影賞                                                   | ジョン・B・アーロンソン & マイケル・ゴイ | ノミネート |
| 2012 | PAAFTJテレビ賞                      | メインタイトルデザイン賞                                 | 『アメリカン・ホラー・ストーリー』 | 受賞       |

* FXは第64回プライムタイム・エミー賞の際にドラマシリーズ部門ではなくミニシリーズ部門に提出した。

### 批評家の反応
第1話はMetacriticで29件のレビューで加重平均値は62/100となった。『エンターテインメント・ウィークリー』のケン・タッカーは第1話を B+ と評価し、「『AHS』には常に、たくさんの悲鳴、セックス、衝撃、つぶされた顔、精神病的な行動、死んだ赤ん坊といった恐怖がある」と書いた。『San Jose Mercury News』のチャック・バーニーは「ほとんどのテレビ番組は直ぐに記憶からフェードアウトする。これはあなたの夢に出てくる」と述べた。『ワシントン・ポスト』のハンク・ストゥーヴァーは「やり過ぎてしまうことはマーフィーの欠点の1つであるが、この番組には魅力的なスタイルと目眩がするグロスアウトがある」と評した。『ニューヨーク・タイムズ』のマイク・ヘイルは番組を「古典思考のホラー」と呼び、HBOの『トゥルーブラッド』やAMCの『ウォーキング・デッド』の成功を受けていると分析した。一方でHitFixのアラン・セピンウォルは D- と評価した。

### 視聴率
第1話は18-49歳アダルト層でレイティング・シェアは1.6、視聴者数は320万人であり、2度の放送で520万人に達した。これは歴代のFXのシリーズの初回では史上最高値である。2011年10月は、このエピソードや『サンズ・オブ・アナーキー』、『フィラデルフィアは今日も晴れ』、『The League』の放送再開もあり、FXは史上最多の視聴者を獲得した。エピソードはアメリカ合衆国以外の59カ国で320万人の視聴者を獲得した。
第1シーズンの視聴率は上昇を続け、第4話の18-49歳層のレイティング・シェアは第1話より0.1増加した1.7を記録した。第7話には視聴者数は306万人、18-49歳層のレイティング・シェアは1.8を記録した。第1シーズン最終回は322万人が視聴し、18-49歳層のレイティング・シェアは1.7を記録した。第1シーズンはTNTの『フォーリング スカイズ』と並んで18-49歳層で2011年最大の新作ケーブルシリーズとなった。
2011年11月のFOXインターナショナル・チャンネルズによる初回放送は、ヨーロッパとラテンアメリカの多くの国々で時間帯1位または2位を獲得した。イギリスでは非地上波チャンネルのFXで放送され、初回が12万8200人、第2話が27%増加して15万8700人の視聴者を獲得した。

## ホームメディア発売
| American Horror Story - The Complete First Season                           |                                                                             |                                                                             | | | |
| セット詳細                                                                  | セット詳細                                                                  | セット詳細                                                                  | 特典内容 | 特典内容 | 特典内容 |
| - 全12話 - ライアン・マーフィーによるパイロット版のオーディオ・コメンタリー | - 全12話 - ライアン・マーフィーによるパイロット版のオーディオ・コメンタリー | - 全12話 - ライアン・マーフィーによるパイロット版のオーディオ・コメンタリー | - Behind the Fright: The Making of American Horror Story - The Murder House presented by Eternal Darkness Tours of Hollywood - On the Set of American Horror Story - Overture to Horror: Creating the Title Sequence - Out of the Shadows: Meet the House Ghosts | - Behind the Fright: The Making of American Horror Story - The Murder House presented by Eternal Darkness Tours of Hollywood - On the Set of American Horror Story - Overture to Horror: Creating the Title Sequence - Out of the Shadows: Meet the House Ghosts | - Behind the Fright: The Making of American Horror Story - The Murder House presented by Eternal Darkness Tours of Hollywood - On the Set of American Horror Story - Overture to Horror: Creating the Title Sequence - Out of the Shadows: Meet the House Ghosts |
| 発売日                                                                      |                                                                             |                                                                             | | | |
| リージョン1                                                                 | リージョン1                                                                 | リージョン1                                                                 | リージョン2 | リージョン2 | リージョン2 |
| 2012年9月25日                                                               | 2012年9月25日                                                               | 2012年9月25日                                                               | 2012年10月15日 | 2012年10月15日 | 2012年10月15日 |